# بيت الخطيئة
بيت الخطيئة (بالإيطالية: La casa del sin)‏ هو فيلم أبيض وأسود كوميدي إيطالي صدر عام 1938 من إخراج ماكس نيوفيلد وبطولة أميديو نازاري وآسيا نوريس وأليدا فالي. تم تصوير الفيلم في استوديوهات سينشيتا في روما. تم تصميم مجموعات الفيلم من قبل المخرج الفني جاستون ميدين. كان الفيلم هو المرة الأولى التي يشارك فيها نزاري وفالي معًا، حيث قاما لاحقًا بعمل عدد من الأفلام.

## ملخص الفيلم
عروس شابة تعتقد أن زوجها لم يعد يحبها، فتخترع عاشقًا لإثارة غيرة زوجها وبالتواطؤ مع التجار، بإرسال عدة هدايا إلى المنزل على شكل باقات من الزهور والمجوهرات وحتى رسائل حب، لكن كل هذا لم يؤثر على زوجها اللامبالي المستمرة. ثم تقوم بعد ذلك بالتحضير لمقابلة رومانسية زائفة مع صديقة زوجها وتحذر زوجها برسالة مجهولة المصدر. لكن الأخير يفهم اللعبة الصغيرة ويتخيل الرد بالتظاهر بأنه على موعد مع امرأة أخرى في منزل الصديق، وبعد عدة حالات من سوء الفهم والتقلبات، يتصالح الزوجان.

## طاقم التمثيل
- أميديو نازاري بدور جوليو
- آسيا نوريس بدور ريناتا
- أمبرتو ميلناتي بدور ماسيمو
- أليدا فالي بدور لا راجازا
- جوليو ستيفال كصديق لجوليو
- جوزيبي بوريلي بدور العظيم
- أريستيد باغيتي
- جوزيبي بوردونارو
- فاسكو كريتي
- كورادو دي سينزو
- جون مورينو
- تاتيانا بافوني
- تيودورو بيسكارا باتيراس
- جوزيبي بييروزي
- ساندرا رافيل

## روابط خارجية
- بيت الخطيئة  في قاعدة بيانات الأفلام على الإنترنت (بالإنجليزية)